# Alan Rusbridger
Alan Rusbridger (ur. 29 grudnia 1953 w Lusace w Rodezji) – brytyjski dziennikarz i wykładowca akademicki, w latach 1995–2015 redaktor naczelny dziennika „The Guardian”. Laureat Right Livelihood Award (2014).

## Życiorys
Ukończył anglistykę w Magdalene College na Uniwersytecie Cambridge w 1976. Po studiach podjął pracę w lokalnej gazecie „Cambridge Evening News”, w której był wcześniej stażystą. W 1979 został zatrudniony w „The Guardian”. W 1986 odszedł do tygodnika „The Observer”, gdzie był krytykiem telewizyjnym, a od 1987 pracował jako waszyngtoński korespondent londyńskiej gazety „Daily News”. W 1989 powrócił do „Guardiana” jako dziennikarz i redaktor. W 1995 został jego redaktorem naczelnym.
Jako redaktor naczelny podjął szereg decyzji dotyczących rozwoju pisma, m.in. decyzję o zmianie formatu gazety na charakterystyczny dla prasy kontynentalnej (podczas gdy inne brytyjskie gazety zmieniały format na tabloidowy) oraz o otwartym dostępie do wydania internetowego. Wprowadził również, wzorem prasy amerykańskiej, funkcję ombudsmana (rzecznika czytelników) i stałą rubrykę sprostowań.
W 2009 „The Guardian” poświęcił serię reportaży aferze podsłuchowej w wydawanej przez Ruperta Murdocha gazecie „News of the World”. Dziennikarze tabloidu włamywali się na telefony komórkowe celebrytów, polityków i członków rodziny królewskiej, a także przekupywali policjantów w poszukiwaniu „historii” do opisania. W 2011 ujawniono, że ofiarą tego procederu padały również rodziny ofiar morderstw i zamachów.
W 2010 kierowany przez Rusbridgera „The Guardian” opublikował materiały z WikiLeaks, dostarczone przez Chelsea Manning, dotyczące m.in. zbrodni wojennych i naruszeń praw człowieka w Iraku i Afganistanie. W 2013 był jedną z kilku światowych gazet, które odegrały decydująca rolę w publikacji rewelacji amerykańskiego sygnalisty Edwarda Snowdena.
W grudniu 2014 Rusbridger ogłosił, że latem następnego roku zrezygnuje z pełnienia funkcji redaktora naczelnego. W październiku 2015 objął funkcję dziekana oksfordzkiego college’u Lady Margaret Hall.

## Nagrody
W 2014 otrzymał wspólnie z Edwardem Snowdenem nagrodę honorową Right Livelihood „za stworzenie organizacji medialnej poczuwającej się do odpowiedzialnego dziennikarstwa w interesie opinii publicznej, i która pomimo wielkich oporów demaskuje nielegalne działania przedsiębiorstw i państw”. Laureat szeregu prestiżowych nagród dziennikarskich. W 2016 uhonorowany nagrodą British Media Awards.